# Philodromus punctatissimus
Philodromus punctatissimus là một loài nhện trong họ Philodromidae.
Loài này thuộc chi Philodromus. Philodromus punctatissimus được Carl Friedrich Roewer miêu tả năm 1962.